# Porsica circumducta
Porsica circumducta är en fjärilsart som beskrevs av M.Gaede 1930. Porsica circumducta ingår i släktet Porsica och familjen tandspinnare. Inga underarter finns listade i Catalogue of Life.